# Chalay
Chalay es un grupo musical español cuya música se encuadra dentro del género de la tecno-rumba. Su lugar de origen es Villanueva de la Torre, en la provincia de Guadalajara.

## Trayectoria
Se inició en 1995, en un ambiente musical en el que dentro de la tecno-rumba despuntaba el grupo Camela. En la misma época surgieron otros grupos y solistas relacionados con este género, como Calaítos, Kayma, Ríos de Gloria y Grego, entre otros. Aunque la música de Chalay pertenece también principalmente al género de la tecno-rumba, sus componentes reivindican su procedencia del mundo del flamenco y cantaron también canciones de estilos variados.
Sus primitivos componentes eran Gema Cobo Magaña, Raúl Campos y José Luis Gago. José Luis Gago, cuyo nombre artístico es Chema Reyes, tenía anteriormente una amplia trayectoria como compositor de canciones para numerosos artistas. En Chalay, además de componer canciones, canta y toca la guitarra. Hasta el año 2000 grabaron con el sello discográfico Horus.
Raúl Campos fue sustituido en ese año por César Sanz, En el año 2001 Sonia Romero sustituyó a Gema Cobo, que emprendió una carrera en  solitario bajo el nombre de Chalaíta. Posteriormente, César Sanz dejó el grupo tras el disco Por una vez y en 2003 se incorporó Juan José López, bajo el nombre de Chaíto. También ha estado muy relacionado con el grupo Mario del Castillo, como productor y compositor. A lo largo de su trayectoria el grupo había vendido hasta 2008 alrededor de 1 500 000 de copias de sus discos.
Un grave accidente que sufrió José Luis Gago fue una de las causas de que el grupo permaneciera muchos años sin actividad. En 2024 Chalay volvió a grabar un disco, donde el grupo se ha convertido en un dúo en el que Sonia Romero vuelve a acompañar a José Luis Gago.

## Discografía
- Fantasías (1995)
- Y ahora qué hago yo (1996)
- Pero tú de que vas (1997)
- Blanca Luna (1998)
- Laberinto de pasiones (2000)
- Por una vez (2001)
- Caña al corazón (2003)
- Luna (2003)
- Lágrimas doradas (2006)
- Reproches (2024)

Recopilatorios:
- Lo mejor de Chalay (1999)
- Grandes éxitos (2001)
- Doce años (2008)[5][6]